# Darja Kraweć
Darja Dmytriwna Kraweć, ukr. Дар'я Дмитрівна Кравець (ur. 21 marca 1994 w Krasnym Łymanie, w obwodzie donieckim, Ukraina) – ukraińska piłkarka, grająca na pozycji obrońcy, wielokrotna reprezentantka Ukrainy.

## Kariera piłkarska

### Kariera klubowa
W 2010 roku rozpoczęła swoją karierę zawodową w Spartaku Czernihów. W następnym roku przeniosła się do Łehendy-SzWSM Czernihów. Latem 2012 zasiliła skład Naftochimika Kałusz. W 2013 rozegrała dwa mecze w Żytłobud-2 Charków, ale wkrótce wróciła do Naftochimika. Na początku 2014 roku wyjechała do Rosji, gdzie potem występowała w klubach Mordowoczka Sarańsk i Zorki Krasnogorsk. W 2016 przeniosła się do Kazachstanu, gdzie potem przez 3 lata broniła barw BIIK Kazygurt. Latem 2019 podpisała kontrakt z francuskim Reims. W sierpniu 2021 została piłkarką włoskiego Fiorentiny, a po roku zasiliła skład klubu Como. Na początku 2024 podpisała kontrakt z tureckim Beylerbeyi SK.

### Kariera reprezentacyjna
13 września 2014 roku po raz pierwszy zagrała w seniorskiej kadrze narodowej w wygranym 8:0 meczu kwalifikacyjnym do Mistrzostw Świata z Turcją. Wcześniej od 2009 broniła barw juniorskiej reprezentacji U-17 i U-19.

## Sukcesy i odznaczenia

### Sukcesy klubowe
Łehenda-SzWSM Czernihów
- wicemistrz Ukrainy: 2012
- zdobywca Pucharu Ukrainy: 2012

Mordowoczka Sarańsk
- brązowa medalistka mistrzostw Rosji: 2015

BIIK Kazygurt
- mistrz Kazachstanu: 2016, 2017, 2018
- zdobywca Pucharu Kazachstanu: 2016, 2017, 2018